# Otto Ljunggren
Per Otto Wilhelm Ljunggren i riksdagen kallad Ljunggren i Trästad, född 21 april 1842 i Odensvi socken, Kalmar län, död 27 juni 1894 i Blackstads församling, Kalmar län, var en svensk lantbrukare och riksdagsledamot.
Ljunggren var ledamot av riksdagens andra kammare 1884-1885, invald i Södra Tjusts härads valkrets.